# Вжесиньская, Барбара
Барбара Вжесиньская (пол. Barbara Wrzesińska) — польская актриса театра, кино, телевидения и кабаре.

## Биография
Барбара Вжесиньская родилась 15 января 1938 года в Варшаве. Дебютировала в театре в 1956. Актриса театров в Варшаве. Выступала в спектаклях «театра телевидения» в 1958—1997 гг.

## Избранная фильмография
- 1958 — Галоши счастья / Kalosze szczęścia — Ирена, натурщица Коковского.
- 1961 — Два господина N / Dwaj panowie N — Ханка Михалко, любовница Хенрика Новака — инженера.
- 1965 — Пепел / Popioły — Зофка, сестра Рафала.
- 1965 — Один в городе / Sam pośród miasta — Марыся или Симона, девушка в клубе.
- 1969 — Структура кристалла (Размышление) / Struktura kryształu — Анна.
- 1970 — Пейзаж с героем / Pejzaż z bohaterem — Марыля Мазурек, учительница географии.
- 1972 — Нужно убить эту любовь / Trzeba zabić tę miłość — жена начальника.
- 1972 — 150 км в час / 150 na godzinę — Альдона.
- 1972 — Коперник / Kopernik — Анна Шиллинг, кузина Коперника.
- 1972 — Свадьба / Wesele — Марына.
- 1973 — Час пик / Godzina szczytu — Эльжбета.
- 1975 — Квартальный отчет / Bilans kwartalny — Эва, подруга из Америки.
- 1975 — Казимир Великий / Kazimierz Wielki — Елизавета Польская, сестра Казимира Великого.
- 1976 — Дагни / Dagny — Ядвига Каспровичова.
- 1976 — Дульские / Dulscy — Маня Юлясевичова, родственница.
- 1976 — Красные шипы / Czerwone ciernie — Юлия.
- 1977 — Кукла / Lalka — Казимера Вонсовская.
- 2010 — Не оставляй меня / Nie opuszczaj mnie — старая женщина на кладбище.